# John Connolly
John Connolly (31 de maig del 1968, Dublín) és un escriptor irlandès conegut per la sèrie de novel·les de detectius protagonitzades per Charlie Parker. Abans d'arribar a fer-se escriptor, John Connolly va treballar de periodista, cambrer, funcionari del govern local i dependent a Harrods.

## Obres

### Sèrie Charlie Parker
1. Every Dead Thing (1999)
2. Dark Hollow (2000)
3. The Killing Kind (2001)
4. The White Road (2002)
5. The Reflecting Eye (2004)
6. The Black Angel (2005)
7. The Unquiet (2007). Versió catalana: Els turmentats. Trad. Carles Miró. Bromera, 2008.
8. The Reapers (2008). Versió catalana: Els homes de la dalla. Trad. Maria Iniesta. Bromera, 2009.
9. The Lovers (2009). Versió catalana: Els amants. Trad. Eduard Castaño. Bromera, 2010.
10. The Whisperers (2010)
11. The Burning Soul (2011)
12. The Wrath of Angels (2012)
13. The Wolf in Winter (2014)
14. A Song of Shadows (2015)
15. A Time of Torment (2016)[1]
16. A Game of Ghosts (2017)
17. The Woman in the Woods (2018)
18. A Book of Bones (2019)
19. The Dirty South (2020)[2]

Parker : A Miscellany (2016)

### Sèrie Samuel Johnson
1. The Gates (2009)
2. The Infernals (2011)[4]
3. The Creeps (2013)[5]

### Trilogia The Chronicles of the Invaders
1. Conquest (2013)[6]
2. Empire (2015)[7]
3. Dominion (2016)[8][9]

### Altres novel·les
- Bad Men (2003)
- The Book of Lost Things (2006)
- He: A Novel (2017)

### Col·leccions d'històries curtes
- Nocturnes (2004)
- Night Music: Nocturnes 2 (2015)

### Altres històries curtes
- "The Inkpot Monkey" (2004) – in Like A Charm: A Novel In Voices
- "Mr. Gray's Folly" (2005) – in Dangerous Women
- "The Cycle" (2005)
- "A Haunting" (2008)
- "Lazarus" (2010)[10]
- "The Caxton Lending Library & Book Depository" (2013)[11]
- "The Wanderer in Unknown Realms" (2013)[12] and Atria/Emily Bestler Books[13] and in limited hardcover edition by the author.

### No ficció
- Books to Die For.  Hodder & Stoughton, 2012.
- Connolly, John. Horror Express.  PS Publishing, 2018.